# Хаазе, Хельга
Хельга Хаазе (нем. Helga Haase, урождённая Обшернитцки, нем. Obschernitzki; род. 9 июня 1934, Седльце, Вольный город Данциг — ум. 16 июня 1989, Восточный Берлин) — немецкая конькобежка, чемпионка и серебряный призёр зимних Олимпийских игр 1960 года, 26-кратная чемпионка ГДР, 27-кратная рекордсменка ГДР. Выступала за клубы "SC Dynamo Berlin", "Ost-Berlin" (Берлин).

## Биография
Хельга Обшернитцки родилась в 1934 году в Седльце, недалеко от Гданьска. После Второй мировой войны она с родственниками бежала в Мекленбург, где жила в Шверине с 1945 по 1952 год. В 1949—1952 годах Хельга училась на бухгалтера и с 1952 года работала бухгалтером в Народной полиции ГДР. Она была первой женщиной в ГДР, получившей звание майора. В то время она играла в гандбол, в том числе за клуб "BSG Empor Schwerin". С 1952 года у неё началась спортивная карьера на коньках, когда 18-летняя Обшернитцки обратилась в спортивный клуб "SC Dynamo Berlin", который на тот момент находился в поисках конькобежцев.
Хельга с 1953 года участвовала в чемпионате страны и уже через год стала впервые бронзовым призёром. После рождения ребёнка в 1955 году она участвовала на своём первом чемпионате мира в 1956 году, заняв 17-е место в многоборье. В 1957—1967 годах спортсменка десять раз становилась чемпионкой ГДР в многоборье и 16 раз на отдельных дистанциях. На чемпионате мира в 1957 году она поднялась на 17-е место, а уже в 58-м на чемпионате мира в Кристинехамне заняла 13-е место. Ещё через год на чемпионате мира в Свердловске вошла в восьмёрку сильнейших. 
В 1960 году на зимних Олимпийских играх в Скво-Вэлли Хаазе, как представительница объединённой германской команды победила на дистанции 500 м, установив новый олимпийский рекорд 45,90 сек. Таким образом она стала первой в истории олимпийской чемпионкой по конькобежному спорту. Кроме того, она завоевала серебряную медаль на дистанции 1000 м, уступив представительнице СССР Кларе Гусевой. В 1961 и 1962 годах на чемпионате мира в Тёнсберге и на чемпионате мира в Иматре финишировала на 6-м и 5-м местах соответственно. 
Хаазе также участвовала в зимних Олимпийских играх 1964 года, где заняла 4-е место на дистанции 1000 м и 5-е место на дистанции 1500 м. В том же 1964 году на чемпионате мира в Кристинехамне остановилась на 8-м месте в общем зачёте многоборья. С 1965 и по 1967 год она была лучшей на чемпионате ГДР, но на международных соревнованиях из-за возраста ей было тяжело конкурировать с советскими и голландскими спортсменками. Поэтому в 1967 году официально завершила карьеру спортсменки. С 1965 по 1984 год Хаазе была тренером в "SC Dynamo Berlin". 

## Награды
- 1960 год - Заслуженный мастер спорта ГДР.
- 1960 год - Кавалер ордена «За заслуги перед Отечеством» 2-й степени.[5]

## Личная жизнь
Хельга Хаазе в мае 1955 года вышла замуж за своего тренера Хельмута Хаазе и в 1956 году родила дочь Корнелию. С 1961 по 1979 год - член президиума DTSB. В 1984 году вышла на пенсию в связи с инвалидностью. Скончалась в 1989 году на 56-м году жизни.